# Fagott-Orgelverlag
Der Fagott-Orgelverlag (auch FAGOTT) ist ein deutscher Musikverlag für Orgelmusik mit Sitz in Friedrichshafen.

## Geschichte
Das Label wurde 1997 durch den Organisten, Musikwissenschaftler und Produzenten Alexander Koschel in Friedrichshafen gegründet. Den Schwerpunkt der Arbeit bilden Aufnahme, Produktion und Herstellung sowie Vertrieb von Orgelaufnahmen. Die Qualität der Produktionen wurde mehrfach in der Fachpresse wie Ars Organi (D), Orgel International (D), Forum Kirchenmusik (D), Magazine Orgue (B), Musik & Gottesdienst (CH), Online-Magazine Klassik.com(D) u. a. hervorgehoben. Seit 2006 arbeitet Fagott-Orgelverlag – als eines der ersten Klassik-Labels – auch im Bereich der Orgel-DVD-Produktion. 2011 folgte die weltweit erste Orgel-Blu-Ray-Produktion.
Besondere Projekte wie die CD-Jubiläums-Reihe zum 100. Todestag des Orgelbauers Friedrich Ladegast, Gesamteinspielung des Orgelwerks von Samuel Scheidt, die DVD-Reihe „Orgeln audiovisuell“ brachten dem Label auch internationale Anerkennung. Der Fagott-Orgelverlag verfügt über das größte mehrsprachige Fachgeschäft für Orgel-CDs, -DVDs, -SACDs im deutschen Internet.